# Фашистская революция
«Фаши́стская революция» (итал. rivoluzione fascista) — термин в историографии, введённый интеллектуалами и политическими деятелями фашистского толка для обозначения первых лет зарождения и захвата власти фашизмом в королевстве Италия и изменений политических институтов в стране, приведших к трансформации режима от демократического к тоталитарному. После свержения фашизма термин был вновь использован рядом историков, но не был однозначно принят историографией; в историографии торжественная коннотация термина сменилось негативной, характеризующей разрушительные последствия фашизма для итальянского общества.

## История

### Сансеполькрисмо и поход на Рим
В декабре 1914 года в Милане учреждается Союза революционного действия. Его со-основателями были Бенито Муссолини (месяцем ранее также учредивший газету Il Popolo d'Italia) и Альцеста де Амбрис — политик, связанный с миром интервенционистов и революционных синдикалистов, впоследствии автор Карнарской хартии (ставшей прообразом фашистской Хартии труда).
Во время оккупации Фиуме силами Габриэле Д'Аннунцио (1919—1920), в среде его единомышленников были сформированные основы революционного интервенционистского движения, к которому примкнули революционеры национал-синдикалистского толка(например, Филиппо Корридони).
В конце Первой мировой войны в интервенционистской среде вокруг фигуры Муссолини сложилось новое движение, включавшее в себя представителей национальных синдикалистов, революционных футуристов (таких как Филиппо Маринетти и Марио Карли), бывших ардити и представителей прочих объединений ветеранов войны. 23 марта 1919 года во время митинга на площади Сан-Сеполькро в Милане был образован Итальянский союз борьбы.

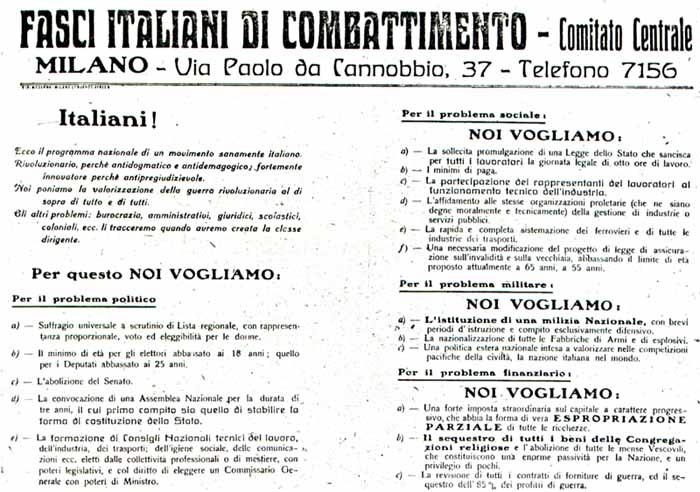
Манифест партии, опубликованный 6 июня 1919 года в Il Popolo d'Italia

Объявив себя революционером, Бенито призвал к национальной революции, приведшей бы к власти новый правящий класс, состоящий в основном из ветеранов Великой войны, разочарованных в её итогах для Италии. Фашистское воззвание в первую очередь было направлено на левых максималистов, желавших не свергнуть государство, а «социализировать» его изнутри. Союз борьбы стал местом объединения многих неоднородных идей, таких как левый интервенционизм, политический футуризм, республиканизм и революционный синдикализм.

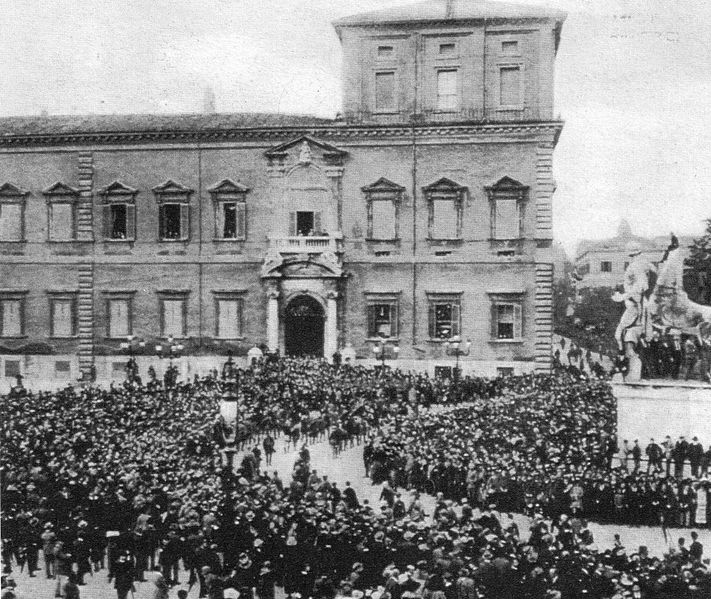
Чернорубашечники перед Квиринальским дворцом

Летом 1921 года планы Муссолини мирным путём прийти к власти столкнулись с радикальными взглядами эскадр из наиболее «горячих голов», недвусмысленно намекавших на необходимость захвата власти путем государственного переворота. В ноябре 1921 года Итальянский союз борьбы был преобразован в Национальную фашистскую партию (НФП). Эскадры, участвовавшие в походе на Рим, в публикациях режима были названы «черными рубашками революции», и в последующие годы поход отмечался прессой как кульминация фашистской революции.
Муссолини делал как революционные, так и реакционные заявления в нескольких своих выступлениях после 1919 года:
Для фашистской революции у нас есть целый век.Речь 1923 года
Я и реакционер и революционер, в зависимости от обстоятельств. Я, если вы позволите мне этот химический термин, — реагент. Если воз катится вниз, я думаю, что смогу его остановить; если народ бежит к пропасти, я не буду реакционером, если остановлю его, пусть даже и насилием.Речь на региональной конференции ломбардских фашо в Кремоне, 5 сентября 1920
Я не боюсь слов. Если бы завтра будет нужно, чтобы я провозгласил себя князем реакции — я это сделаю. Для меня все эти термины правого, левого, консервативного, аристократического или демократического дискурса — пустая схоластика. Иногда они служат для того, чтобы различать нас, а часто — просто чтобы сбить с толку.Из речи, произнесенной в Сенате 27 ноября 1922

### Укрепление власти (1925—1928)
Так называемые «Leggi fascistissime» (букв. «очень фашистские законы») 1925 года, принятые после убийства Джакомо Маттеотти в 1924 году и речи Муссолини 3 января и действовавшие до 1928 года, содержали пункты о прерогативах главы правительства и официальном создании Большого фашистского совета (де-факто существовавшего с 1923 года). Они прямо определяли итальянское государство, формально бывшее всегда конституционной монархией, как «новый режим, рождённый революцией октября 1922 года».
С получением абсолютной власти революционность требований фашистского движения, помимо заявлений, была смягчена. Уже с 1923 года, с поглощением про-монархической Итальянской националистической ассоциации, и тем более после конкордата между католической церковью и государством 1929 года, в фашизме стали преобладать типичные черты авторитарного режима.

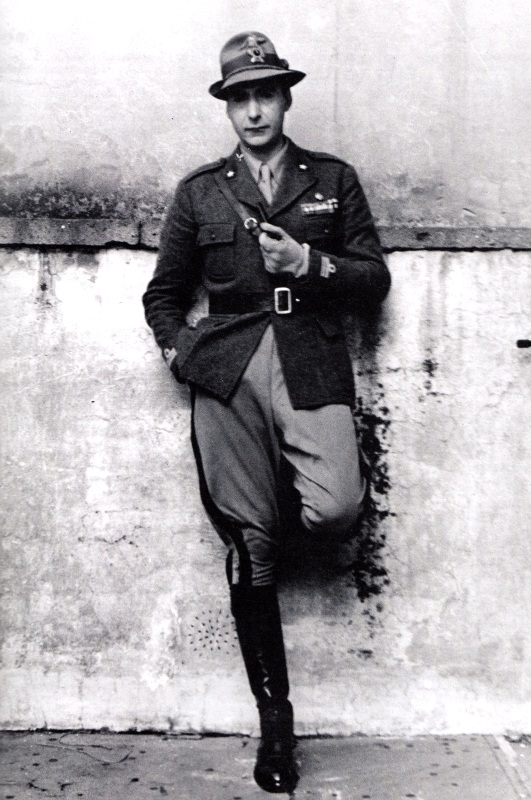
Курцио Малапарте в форме альпийских стрелков

Несмотря на это, такие журналы, как «La conquista dello Stato» под руководством Курцио Малапарте, поддерживали концепцию фашистской революции. Фашисты также часто использовали термин «итальянская Октябрьская революция», противопоставляя её большевистской Октябрьской революции в России. Малапарте писал в 1923 году:
Октябрьская революция (в Италии) не может и не должна повторить ошибок Рисорджименто, плохо закончившегося антиреволюционным компромиссом семидесятых, с возвращением к власти под эгидой либерализма, демократии и социализма тех бурбонских, великокняжеских, австрийских, папских элементов, которые всегда противостояли и хулили идеи и героев Рисорджименто. Фашизм должен без колебаний продолжать свой судьбоносный революционный путь.L'Impero от 18 апреля 1923 года
Для Малапарта фашизм был одновременно «контрреформой» и революцией, а фашисты — «якобинцами в чёрных рубашках», как он определил их в «Технике государственного переворота». Эта концепция фашистской революции как продолжения Рисорджименто была выражена и в «Манифесте фашистских интеллектуалов», опубликованном 21 апреля 1925 Джованни Джентиле.

### Споры внутри фашизма
Часть фашистов всегда считала себя представителями революционного, трансгрессивного и мятежного движения (показательным в этом смысле является девиз Д’Аннунцио «me ne frego» («мне всё равно»), подхваченный итальянским обществом и даже ставший основой одноимённой песни), выступающего в радикальном контрасте с либерализмом до-фашистской Италии.
По словам Серджио Панунцио, близкого друга Муссолини, оказавшего на него значительное влияние, фашизм должен был путём радикальных изменений создать «общество-государство», основанное на принципах корпоративизма, своего рода идеологическую коррекцию идей Французской революции. Его «народное государство» глубоко отличалось от «пролетарского государства», провозглашённого после революции в России.

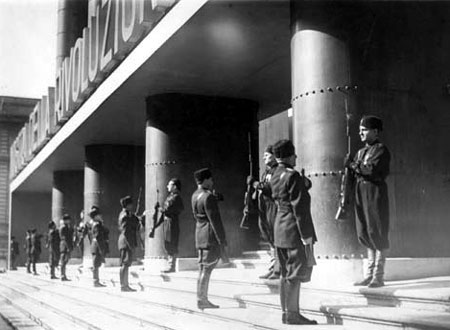
Смена караула чернорубашечников (MVSN) перед зданием выставки фашистской революции в Выставочном дворце в Риме, приуроченной к десятой годовщине прихода к власти Бенито Муссолини

Министр Джузеппе Боттаи в обзоре Critica fascista 1926 года заявил, что фашизм должен следовать принципу «перманентной революции».

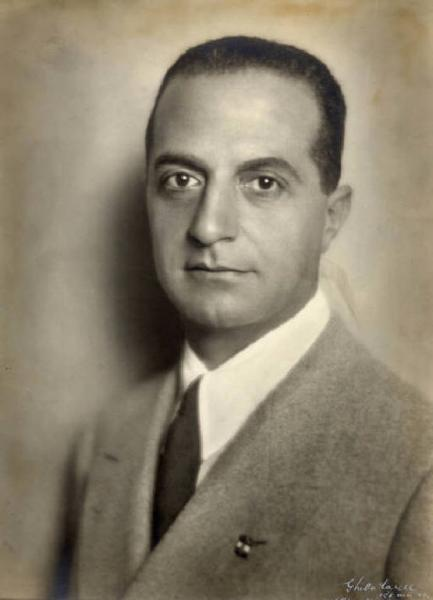
Джузеппе Боттаи

В 1930-х годах молодые интеллектуалы на страницах журнала «Primato» теоретизировали о фашизме, пытаясь «вернуть революционный импульс его истоков».
Боттаи, как один из самых непримиримых революционеров, был настолько против реакционного и умеренного течений в фашизме — в лице Джованни Джентиле, Юлиуса Эволы (но, впрочем, выступившего и за фашистские расовые законы и сближение с нацистской Германией) — что позднее даже проголосовал вместе с Дино Гранди и Галеаццо Чиано за смещение Муссолини на заседании Большого фашистского совета 25 июля 1943 года, за что был заочно приговорен фашистами к смертной казни в 1944 году (избежать которой он смог бежав из Италии и записавшись в Французский Иностранный легион). Он и его единомышленники исторически приравнивали фашистов к якобинцам.
Желание фашистов войти в историю участниками революции, равной французской и русской, также проявилось и в установлении так называемой фашистской эры — летоисчисления, берущего за точку отсчёта день Похода на Рим. Таким образом, первый год фашистской эры (обозначенный как I, EF) начинался 28 октября 1922 года и заканчивался 27 октября 1923 года. Это являлось прямой отсылкой на новый календарь, установленный во время Французской революции в 1793 году и бравший за точку отсчёта 22 сентября 1792 года — дату упразднения французской монархии. Революционные интеллектуалы режима представляли фашистское движение как современную эволюцию идей Великой французской революции, продолжая идеи самого Муссолини, определившего фашизм как своего рода популизм, который должен преодолеть ошибки либеральной демократии:
Фашизм — это метод, а не цель; если хотите, это «самодержавие на пути к демократии».Из интервью  лондонскому Sunday Pictorial от 12 декабря 1926 года

### В Итальянской социальной республике
Во время Второй мировой войны в Итальянской социальной республике Республиканская фашистская партия пыталась, несмотря на отсутствие материальных средств, людей и контроля над территориями, предпринять ряд радикальных мер для реализации как называемого «революционного фашизма», выраженного в Веронском манифесте. Многие посчитали это возвращением к идеям Сансеполькрисмо, другие остались равнодушны. Муссолини утверждал, что с переходом к режиму нелиберальной, плебисцитарной и авторитарной демократии, приобретшей черты тоталитаризма, он добился «установления новых форм народного правления». Таким образом сам дуче, как сообщал Ивон де Беньяк (итальянский журналист и писатель, официальный биограф Бенито Муссолини в период с 1934 по 1943 годы), пытался отречься от консерваторов и правого популизма прежних лет, вместо этого вновь отождествив себя с движением левого национализма:
Я отказываюсь характеризовать культуру, породившую моя революция, как правую.Цитата по Taccuini Mussoliniani Ивона де Бегнака

Военный флаг с римским орлом e фасциями принятый в 1944 ИСР

В 1944 году на процессе в Вероне некоторые из героев Похода на Рим, таких как де Векки и Гранди, будут обвинены в «предательстве фашистской революции» в попытке сговора с королевскими премьер-министрами Факта и Саландрой на заре фашистской революции. Сам Муссолини в последние месяцы своей жизни повторно излагал в речах, интервью и письмах свои революционные идеи, впервые озвученные во время Сансеполькрисмо и снова провозглашённой Веронской хартией: корпоративизм и так и не реализованная социализация экономики. Идеи коллективного управления и «органической демократии» присутствовали в проекте Конституции Итальянской социальной республики).
Социализация предприятий, к которой национал-социалистическая Германия относилась с подозрением и бойкотировала, была первоначально предусмотрена Законодательным декретом от 12 февраля 1944 года № 375 с подписью Муссолини, Джампьетро Доменико Пеллегрини и Пьеро Писенти. Задача была возложена на министра корпоративной экономики, инженера Анджело Тарки, вступившего в должность в штаб-квартире министерства в Бергамо. 20 июня 1944 года, то есть всего через четыре месяца после публикации законодательного декрета, директор фашистской федерации торговых служащих Ансельмо Ваккарив в рапорте, адресованном Муссолини, сообщал следующее: «Рабочие считают социализацию приманкой, а от нас и от зеркала сторонятся. Массы отказываются получать от нас что-либо».
Полное осуществление социализации было намечено на 25 апреля 1945 года.
В своём последнем интервью, бывшем скорее монологом дуче и его политическим завещанием, Муссолини предавался утопическим размышлениям о социализированном мире — кульминации различных движений национально-революционного социализма (в которые Муссолини также включал немецкий национал-социализм):
Пусть пройдут эти бурные годы. И поднимется новый человек. Чистый. Лидер, которому непременно будет нести идеи фашизма.

(…) Я не знаю, спокоен ли Черчилль так же, как я. Запомните хорошенько: мы напугали мир капиталистов и ростовщиков, который не хотел дать нам и шанса выжить. Если бы война сложилась благоприятно для Оси, я предложил бы фюреру, сразу после победы, провести мировую социализацию: отменить всё границы, обычаи и традиции; обеспечить свободную торговлю между странами, регулируемую глобальной конвенцией; установить единую валюту и передать золото всего мира в общую собственность. Все ресурсы распределялись бы в соответствии с потребностями каждого народа; всё оружие было бы уничтожено...Интервью от 20 апреля 1945 года с Джаном Гаэтано Кабелла
В своем последнем публичном выступлении он повторно обозначил республиканизм 1919 года как фундаментальное завоевание для всей Италии:
Мы изо всех сил хотим защитить долину реки По; мы хотим, чтобы долина По оставалась республиканской, до тех пор, когда вся Италия станет республикой.Так называемая искупительная речь, 16 декабря 1944, Миланский лирический театр
Италия, пусть и спустя год после гибели Муссолини и его режима, действительно станет республикой в ходе всенародного референдума.

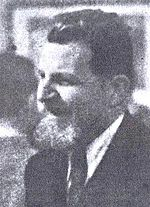
Никола Бомбаччи во времена ИСР

Все эти позиции, выраженные в антиростовщическом и антикапиталистическом ключе, разделял и проживающий в Италии американский поэт Эзра Паунд. Придерживался таких взглядов и Никола Бомбаччи, бывший ещё одним интеллектуалом, внёсшим важный вклад в концепцию фашистской революции. В прошлом участник Октябрьской революции и один из основателей в 1921 году Коммунистической партии Италии, в 1930-х он сблизился с Муссолини. Вступил в вооружённые силы Итальянской социальной республики, за что впоследствии будет расстрелян партизанами в Донго как предатель (его последними словами будут «Да здравствует социализм!») и повешен на площади Лорето в Милане вместе с Муссолини, Кларой Петаччи и прочими казнёнными герархами фашистами. Бомбаччи заявлял, что «чувствует себя настоящим революционером», даже в последний месяц своей жизни, используя выраженное социалистическое обращение «compagno» (товарищ) вместо более нейтрального «camerata» (соратник):

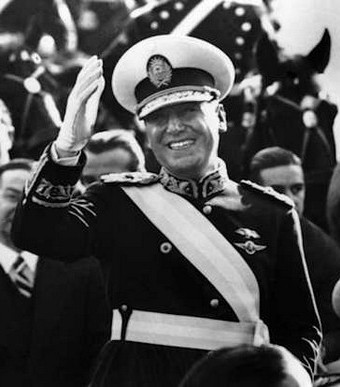
Генерал Хуан Доминго Перон, будучи аргентинским военным атташе в Италии во времена фашизма, восхищался экономической системой, созданной Муссолини — революционной и антикоммунистической одновременно

Товарищи! Посмотрите мне в лицо, товарищи! Вы спрашиваете сейчас, тот ли я рупор социализма, основатель Коммунистической партии, друг Ленина, каким я когда-то был. Да, господа, я всё тот же! Я никогда не отрицал идеалов, за которые я боролся и буду бороться всегда.Никола Бомбаччи, 15 марта 1945 года, Генуя, речь, адресованная чернорубашечникам
Социализм будет достигнут не Сталиным, а Муссолини. Он всегда был социалистом, но в течение двадцати лет ему мешала буржуазия, которая в конце концов его и предала... Но теперь Муссолини свободен от всех предателей и нуждается в вас — рабочие — для создания нового, пролетарского государства!Никола Бомбаччи

## Распространение идеи за рубежом и в послевоенный период
За рубежом к идее «фашистской революции» относились с интересом. Она оказала влияние как на движение национал-социализма на начальной стадии (особенно на течение Штрассера, главы левого крыла НСДАП), так и на некоторых интеллектуалов Национальной революции правительства Виши — таких, как Пьер Дриё ла Рошель и Робер Бразийак, придумавших выражение «fascismo immenso e rosso» (букв. «великий и красный фашизм»). Тезисы «национал-революционного фашизма», начиная с 1945 года, также присутствовали в некоторых экономических экспериментах, проведённых в Испании под руководством Франко (испанское экономическое чудо) и в Португалии Салазара (Национальная революция), а также в среде новых правых и национал-анархистов.
Противники фашизма с самого начала заклеймили претензии сквадристов определять свое движение и захват власти как «революцию». В частности, антифашизм социалистического толка определял победу фашизма как форму «хотя и временного, но успеха капиталистической экономической реакции на подъём народных классов».
Антонио Грамши, один из ведущих мыслителей марксизма в Италии, заявил в парламентской речи:
Фашизм борется против единственной хорошо организованной силы, которая была у капиталистической буржуазии в Италии, чтобы вытеснить её, заняв посты, которые государство предоставляет своим чиновникам. Фашистская «революция» есть только замена одного административного аппарата другим.Грамши, речь в палате депутатов 16 мая 1925 года
Суждение, высказанное с либеральной точки зрения Пьеро Гобетти, ничем не отличалось:
Фашистская революция есть не революция, а государственный переворот, совершенный олигархией через унижение всякой серьёзной политической совести, совершённое со студенческой жизнерадостностью.Гобетти, Dizionario delle idee
Однако в 1936 году Пальмиро Тольятти вместе с 60 другими представителями ИКП в известном «обращении к братьям в чёрной рубашке» воззвали к «фашизму первого часа», в противовес реакционному фашизму у власти:
Итальянский народ! Фашисты старой гвардии! Молодые фашисты! Мы, коммунисты, делаем своей собственной фашистскую программу 1919 года, которая есть программа мира, свободы, защиты интересов трудящихся, и мы говорим вам: будем вместе бороться за осуществление этой программы!Тольятти, Stato Operaio

## Исторические дебаты
Оспариваемый интеллектуалами-антифашистами, приписывавшими фашизму исключительно регрессивный и реакционный характер, термин практически полностью исчез в итальянской историографии в первые послевоенные десятилетия. Вновь появился он в ревизионистском историографическом поле в 70-х годах, где его подхватили учёные, не отличающиеся фашистскими взглядами — начиная с Джорджа Мосса и Ренцо де Феличе, дебатировавших об интерпретации элементов институциональной и социокультурной дифференциации между фашизмом и нацизмом. Некоторые другие учёные (Джордж Мосс, Ренцо де Феличе, Зеэв Штернхель, Эмилио Джентиле) также использовали этот термин. В частности, де Феличе утверждал, что это была «консервативная революция»; Джентиле, его ученик, утверждал, что фашизм был радикальной «антропологической революцией», направленной на создание нового типа общества, нового человека.
Этот термин не был однозначно принят итальянской историографией: так, после использования термина Феличе между историками начались дебаты о корректности термина. Гаэтано Арфе выступил против термина Феличе в 1975 году: «С этим мы также приближаемся к ответу на вопрос, был ли фашизм революцией или нет. По моему мнению, это не была прямая революция, и неслучайно историография не приняла термин "фашистская революция", нет никого, кто говорил бы о фашистской революции». Другие историки утверждали, что это была революция в том смысле, в каком она понималась до Французской революции, поскольку в этот период произошли быстрые политические изменения, но не изменились основные структуры общества, то есть смена власти в Италии не сопровождалась социальной революцией.
Против использования термина также выступает историк Энцо Траверсо:

Ни одно фашистское движение не приходило к власти без поддержки, более или менее явной, традиционных элит. [...] Важно принимать эти меры предосторожности во внимание всякий раз, когда мы говорим о «фашистской революции», если мы не хотим рисковать быть ослепленными языком и эстетикой самого фашизма. Швейцарский историк Филипп Буррен убедительно доказал, что «фашистская революция» исторически выглядит как революция без революционеров. Из-за акцента, который они сделали на революционной матрице фашизма, Мосс, Штернхелл и Джентиле склонны игнорировать наличие консервативного компонента в фашизме. Они настаивают на его современном измерении, на его воле к построению «новой цивилизации» и его тоталитарном характере. В то же время, однако, они забывают, что консерватизм приходит с современностью. Фактически, консерватизм составляет одно из ее лиц. Как предположил Исайя Берлин в эссе о Жозефе де Местре, классическая идеология контрреволюции сама по себе предвосхитила некоторые черты фашизма.

## Хронология

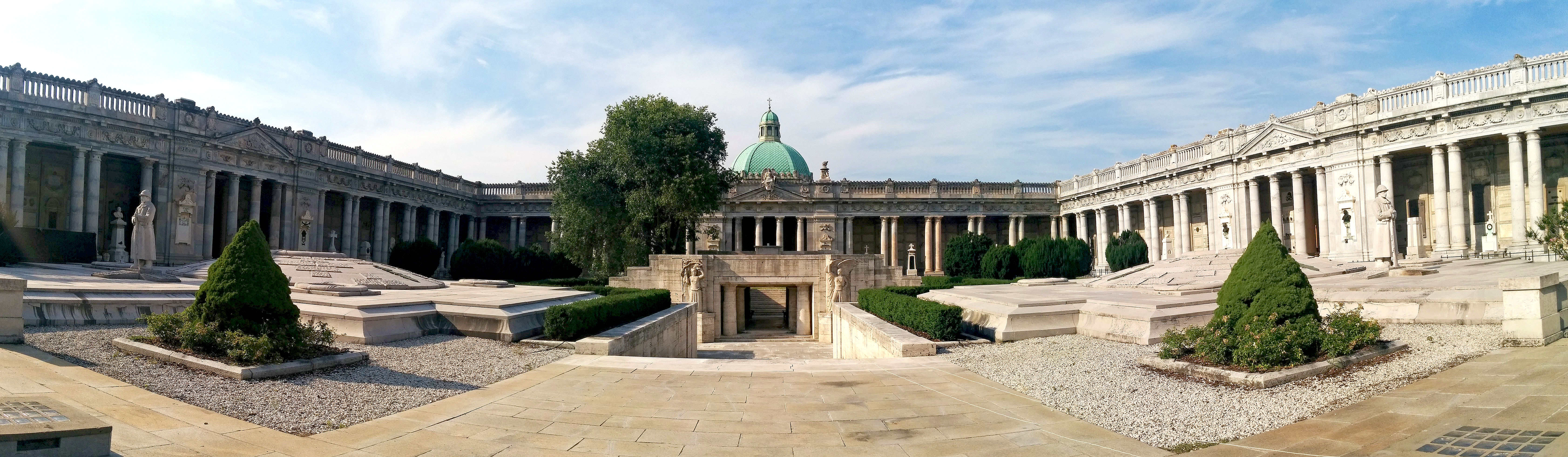
Памятник мученикам фашистской революции в Чертоза-ди-Болонья, открытый по случаю десятой годовщины Марша на Рим 28 октября 1932 года

В «Primo e secondo libro della Rivoluzione fascista», изданной в 1941 году НФП, были указаны ключевые даты революции (за исключением создания первого Союза революционного действия в 1914), от начала публикации Il Popolo d'Italia в 1914 году, и вплоть до речи Муссолини на основании провинции Литтория в 1934 году.
- 15 ноября 1914 — Начало публикации Il Popolo d'Italia;
- 23 марта 1919 — Основание Итальянского союза борьбы;
- 24 марта 1919 — Программа Сан-Сеполькро была опубликована в Il Popolo d’Italia;
- 6 июня 1919 — Манифест Fasci Italiani di Combattimento был опубликован в  Il Popolo d’Italia;
- 3 августа 1921 — Подписание мирного договора[итал.] между фашистами и социалистами;
- 7 ноября 1921 — Национальный конгресс в Риме: Итальянский союз борьбы реорганизуется в Национальную фашистскую партию;
- 20 сентября 1922 — Удинская речь Муссолини[итал.]. Дуче заявил о воле фашистов взять на себя управление Италией и сделать Рим «бьющимся сердцем, живым духом Итальянской империи»;
- 24 сентября 1922 — Речь в Кремоне. Дуче заявляет: «Мы хотим, чтобы Италия стала фашистской»;
- 24 октября 1922 — Конгресс НФП в Неаполе. Дуче утверждает: «Мы хотим стать государством»; «демократия — политическая форма девятнадцатого века, устарела, режим двадцатого века будет управляться национальным обществом»;
- 28 октября 1922 — Поход на Рим;
- 31 октября 1922 — Дуче формирует фашистское правительство[итал.];
- 13 января 1923 — Учреждение Большого фашистского совета;
- 1 февраля 1923 — Основание Добровольного ополчения национальной безопасности;
- 3 января 1925 — Речь дуче; силы, враждебные режиму, окончательно исключены из политической жизни;
- 26 ноября 1925 — Обнародован закон о дисциплине ассоциаций, предусматривающий роспуск масонства;
- 3 апреля 1926 — Закон о правовом регулировании коллективных трудовых отношений, принципах и основах корпоративного государства;
- 18 августа 1926 — Речь Муссолини в Пезаро: «Фашизм — это не только партия, но и режим, не только режим, но и вера, не только вера, но и религия, которая захватит трудящиеся массы итальянского народа…»;
- 9 ноября 1926 — Фашистская палата объявляет авентинских депутатов лишёнными парламентского мандата;
- 21 апреля 1927 — Издание Хартии труда;
- 26 мая 1927 — Речь, известная как «dell’Ascensione» («Вознесение»). Дуче формулирует социальную программу режима и, в частности, начинает борьбу за здоровую демографию;
- 9 декабря 1928 — Большой фашистский совет — высший орган НФП — становится конституционным органом государства;
- 11 февраля 1929 — Примирение между Италией и Святым Престолом;
- 10 ноября 1934 — Речь дуче на Генеральной ассамблее корпораций. Фашистские корпорации «начинают свою эффективную и оперативную жизнь»;
- 18 декабря 1934 — Дуче открывает новую провинцию Литтория и напоминает людям, что «плуг прочерчивает борозду, но меч её защищает».